# Allominettia pulchrifrons
Allominettia pulchrifrons är en tvåvingeart som först beskrevs av Friedrich Georg Hendel 1926.  Allominettia pulchrifrons ingår i släktet Allominettia och familjen lövflugor.
Artens utbredningsområde är Peru. Inga underarter finns listade i Catalogue of Life.